# Canal
I Canal (o da Canal) furono una famiglia patrizia veneziana.
Pur essendo stati inclusi nella serrata del Maggior Consiglio del 1297, erano considerati di nobiltà più recente (erano annoverati fra le cosiddette Case Nuove). Ciononostante, diedero numerose personalità di spicco.

## Storia
Secondo i cronisti, i Canal derivarono da due nuclei distinti, l'uno originario di Altino, l'altro di Ravenna, il che spiegherebbe l'utilizzo di due differenti stemmi (il primo "dal palo e dai gigli", il secondo "dallo scaglione"). Il più antico rappresentante di cui si ha notizia è un Doimo, citato nel 1070.
Sino al XVI secolo furono una delle più illustri famiglie veneziane, distinguendosi specialmente in ambito militare e diplomatico. Il loro prestigio diminuì con la decadenza della Serenissima.
Passata Venezia al Regno Lombardo-Veneto, tra il 1817 e il 1818 i quattro rami allora esistenti furono riconosciuti nobili dell'Impero Austriaco. Nel 1823 fu riconosciuto anche un quinto ramo discendente da un Niccolò: quest'ultimo aveva sposato la popolana Giovanna Pasetti e, «avendo [...] trascurato di far iscrivere nel Libro d'Oro il suo matrimonio», la sua progenie venne esclusa dal patriziato.

## Membri illustri
- Guido di Niccolò detto "il Grande" († 1314), politico e diplomatico[7]
- Pietro (XIV secolo), militare e politico[8]
- Vittore di Bartolomeo (1375-1458), politico[9]
- Nicolò di Guido (1415-1483), politico, diplomatico e militare[10]
- Alvise di Luca (1465 ca.-1528), politico e militare[11]
- Paolo di Alvise (1481-1508), letterato[12]
- Girolamo di Bernardino detto "Canaletto" (1483-1535), militare[13]
- Marc'Antonio di Francesco (1484-1538), militare e politico[14]
- Cristoforo di Iacopo (1510-1543), militare[15]
- Giacomo di Bernardo († 1543), politico e diplomatico[16]
- Antonio di Girolamo (1521-1577), ammiraglio[17]
- Agostino di Gabriele (1557-1612), militare e politico[18]
- Cristoforo di Fabio (1562-1602), politico[19]
- Antonio di Giovanni (1567-1650), politico[20]
- Zaccaria di Gerolamo (1685-1746), politico e diplomatico[21]
- Pietro di Agostino (1807-1883), letterato[22]
- Bernardo di Giacomo (1824-1852), patriota, uno dei martiri di Belfiore[23]

A questa famiglia appartenevano di fatto anche i pittori Giambattista Canal e Fabio Canal, suo padre: quest'ultimo era infatti figlio naturale del nobile Paolo Emilio di Vincenzo.